# Maxime Guy
Pour les articles homonymes, voir Guy.
Henri Alexandre Mallet, connu sous le nom de plume de Maxime Guy, né le 15 juillet 1858 à Paris et mort le 21 août 1902 dans le 14e arrondissement de Paris, est un parolier; chansonnier et journaliste français.

## Biographie
Maxime Guy collabore à de nombreuses revues de cafés-concerts comme La Chanson en 1880, L'Orchestre.
Il fut secrétaire général de la Scala, de l'Eldorado, sous la direction des époux Allemand, de L'Européen, de Parisiana et de L'Horloge, sous la direction de Charles Debasta.
Il était employé à la Hôtel de Ville. Quelques mois avant sa mort, il donne des signes non équivoques de folie à la suite desquels on dut l'enfermer à Sainte-Anne.

## Titres de quelques œuvres

### Paroles de Chansons
- Ton cœur est il fermé ?  musique de Jules Quidant, chantée par Debailleul aux théâtre des Ambassadeurs,(1880).
- Ninette : musique de Albert Flacière ; créé par Mlle Berthier à l'Eldorado (1880).
- Le baiser de Lison : musique de Léopold de Wenzel ; créée par Marius Richard à la Scala(1882)[4].
- La Chanson des amoureux
- Êtes-vous la sœur de Musette ?, musique de Jules Raux, chanson créée par Aline d'Estrées à l'Eldorado.
- A ta santé, soleil ! : paroles de Maxime Guy et G. Lemaître ; musique de Léopold Gangloff ; créée par Marius Richard à la Scala (1883)[5].
- Aux bains de mer ! : paroles de A. Jaworski et Maxime Guy ; musique d'Albert Petit ; créée par Mr Libert à la Scala (1883)[6].
- La bell' jamb' que ça vous fait ! : paroles de Camille Soubise et Maxime Guy ; musique de Gustave Chaillier ; créée par G. Chaillier aux Ambassadeurs et Horter à l'Eden-Concert (1884)[7].
- L'Espiègle !, paroles de Louis Dehné et Maxime Guy, musique de Félix Chaudoir (1886)[8].
- Simplice et Simplette, opérette, paroles de Maxime Guy et Louis Dehné, musique de A. Teste, E. Meuriot, Paris, 1886
- L'Écuyère ! Galop fantaisie de haute école, paroles de Maxime Guy et Louis Dehné, musique de Victor Gentil fils, partition musicale E. Meuriot, Paris, 1885
- D'où̀ viens-tu ? Interrogation, paroles de Maxime Guy et Louis Dehné̀, musique de Tac-Coen, partition musicale, E. Meuriot, Paris, 1885
- Un gros Bécot ! Chansonnette, paroles de Maxime Guy et Louis Dehné̀, musique de Tac-Coen, partition musicale E. Meuriot, Paris, 1885
- Mon p'tit Caporal ! Chansonnette, paroles de Maxime Guy et L. Dehné́, musique de Tac-Coen, 1885
- Verbalisons Saynète bouffe à 2 personnages, paroles de Maxime Guy et L. Dehné, musique de Félix Chaudoir, partition musicale, E. Meuriot, Paris, 1886
- La Poupée de Fernande ! Historiette, paroles de Maxime Guy et Louis Dehné, musique de Tac-Coen, Partition musicale, Guillemain, Paris, 1886
- J'fons tout ! Paysannerie, paroles de Maxime Guy et Louis Dehné́, musique de Tac-Coen, Partition musicale F. Guillemain, Paris, 1886
- Fleurs d'amour : paroles de Maxime Guy et G. Lemaître, musique de Jules Raux, chantée par M. Déréale à  la Scala.
- On d'vrait médailler ces gens-là ! : paroles de A. Jaworski et Maxime Guy, musique de Tac-Coen, créé par Horter et Brunet la Scala.

## Monologues
- Le badaud, avec Émile Artance, dit par Vaunel à Parisiana
- Le tic, avec Émile Artance, dit par Vaunel à l'Eldorado